# 内館元右衛門
内舘 元右衛門（うちだて もとえもん、? - 文政9年（1826年））は、陸奥国盛岡藩一揆の指導者。

## 経歴・人物
陸奥国閉伊郡長沢村（現：岩手県宮古市）の農民。文政9年同村を知行地とする四戸氏の苛政を盛岡藩の宮古代官所に訴願。四戸氏は所領没収になったが、同年強訴徒党の首謀者の罪で打ち首になった。